# 五味道茂
五味 道茂（ごみ みちしげ、1912年 - 1989年10月1日）は日本の新聞記者、作詞家。別名義に蓼沢 猟（たでさわ りょう）、五味 三子穂（ごみ みねのり）がある。

## 経歴
香川県出身。1941年（昭和16年）4月、朝日新聞大阪本社に入社し観音寺駐在員を務める。1944年（昭和19年）6月、大野通信部主任。1948年（昭和23年）には福井地震の現地取材レポートを『週刊朝日』に寄せている。
1952年（昭和27年）3月、長浜通信局長に就任。この時期に「五味三子穂」「蓼沢猟」他の筆名で作詞を精力的に行い、1953年（昭和28年）に長浜市の市制10周年を記念して公募が行われた市民音頭で応募作（五味三子穂名義）の「浜音頭」が入選する。1954年（昭和29年）には、滋賀県が滋賀会館の落成を記念して実施した県民歌の公募で応募作（蓼沢猟名義）が入選し、6月3日付で「滋賀県民の歌」として制定された。
1957年（昭和32年）に福知山、1959年（昭和34年）に加賀通信局長。加賀通信局長時代には朝日新聞社が刊行した『地方記者』に手記「えこじ記者」を寄せている。1963年（昭和38年）より大阪本社調査部に異動し、1967年（昭和42年）8月に定年退職。職を退いた後は大阪府茨木市に居住していたが、1989年（平成元年）10月1日に茨木済生会病院で逝去した。満77歳没。なお、この年の8月には代表作「滋賀県民の歌」の作曲者・古関裕而が80歳で亡くなっている。
大津市の滋賀県庁舎前には、県民歌制定を提唱した公選初代滋賀県知事の服部岩吉顕彰碑を兼ねた「滋賀県民の歌」の歌碑が建てられている。この歌碑ははじめ滋賀会館前に建てられていたが、会館の廃止・解体に伴い2016年（平成28年）に現在地へ移設されたものである。